# Frederick William Meredith
Frederick William Meredith (fl. XX secolo) è stato un ingegnere britannico.

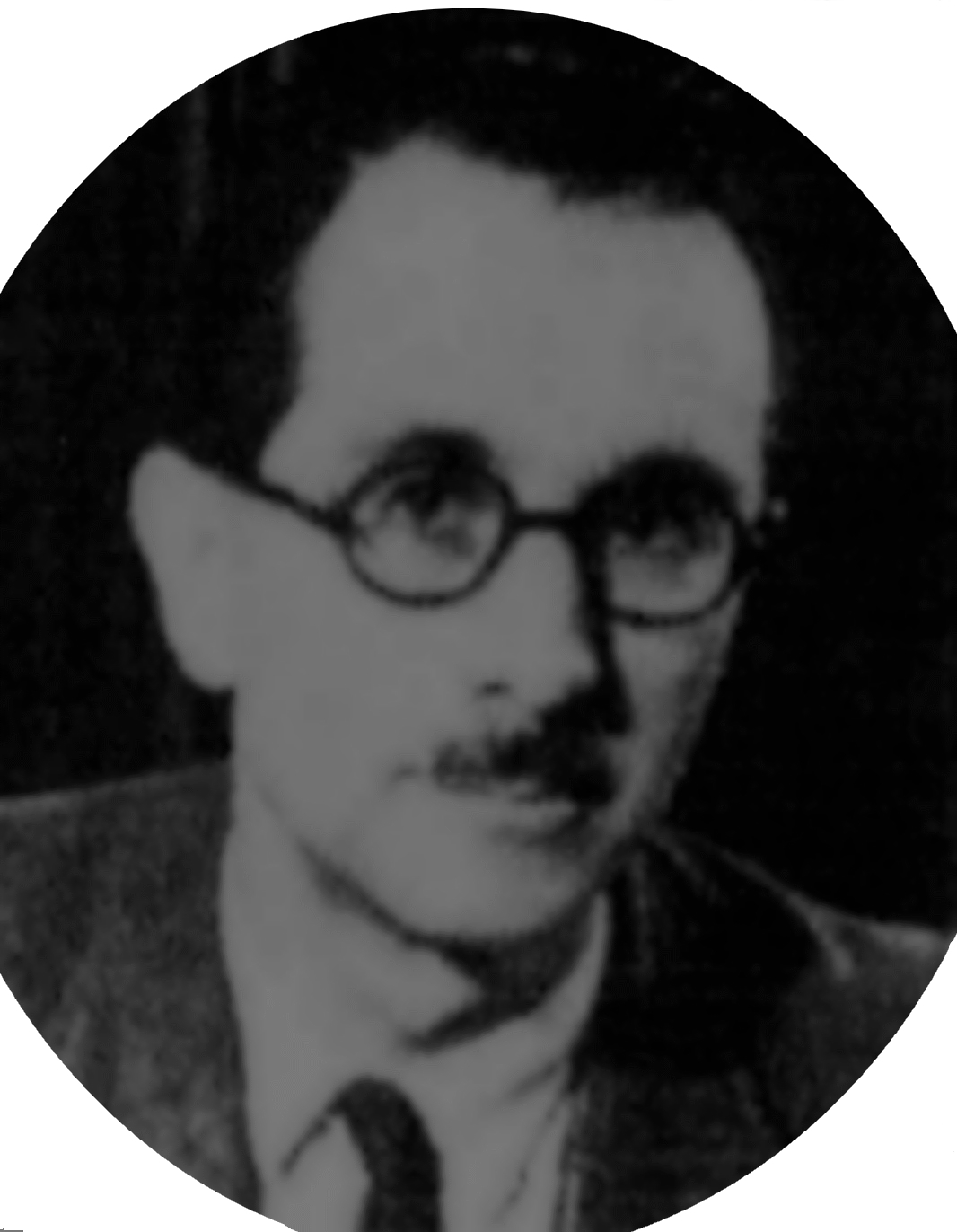
F.W. Meredith

In precedenza dipendente del Royal Aircraft Establishment (R.A.E) a Farnborough, nel 1938 divenne responsabile del dipartimento Physics and Instruments della società Smiths Aircraft Instrument Limited a Londra, divisione aeronautica della S. Smith and Sons Limited. Nel 1945 iniziò lo sviluppo di un sistema di autopilota di nuova generazione completamente elettrico a tre assi denominato SEP-1 (Smiths Electric Pilot Mark 1) o nella versione militare MARK 9. È stato un inventore nel campo della strumentazione aeronautica dell'epoca, con diversi brevetti.

## Storia

Schema del sistema di raffreddamento motore con l'utilizzo dell'effetto Meredith del velivolo North American P-51D

Fino al 1938 F.W. Meredith è stato un ricercatore del R.A.E. a Farnborough (UK) dove a seguito dei suoi studi in galleria del vento pubblicò nel 1935 il Report and Memoranda (R&M) dell'Aeronautical Research Committee del Air Ministry: Note on the cooling of aircraft engines with special reference to ethylene glycol radiators enclosed in ducts, nel quale dimostrò la possibilità di trasformare il flusso d'aria verso l'impianto di raffreddamento dei motori endotermici sul radiatore, grazie al convogliamento in un idoneo condotto sullo scambiatore di calore, contenente una miscela di acqua e Glicole etilenico come liquido di raffreddamento del motore, a determinate velocità, in una spinta aggiuntiva. Questo studio sperimentato sullo Spitfire Supermarine e successivamente realizzato con il motore Rolls-Royce Merlin sul velivolo North American P-51D Mustang, diventato noto per l'utilizzo dell'Effetto Meredith ed utilizzato con l'erroneo nome di Frank W. Meredith dalla NASA Merdith Cycle come principio per lo studio che realizzò ciò che oggi è lo Statoreattore o ramjet.
Dal 1938 F.W. Meredith lasciò i laboratori del R.A.E. per la società Smiths Aircraft Instrument Limited di Cricklewood Works a Londra come responsabile del dipartimento Physics and Instruments, dove poté continuare a sviluppare i suoi studi per la realizzazione di diversi brevetti nel campo della strumentazione aeronautica. Nel periodo dal gennaio 1952 a dicembre 1953, è stato messo sotto indagine e controllo per attività di sospetto spionaggio con i sovietici, confessando di aver con loro collaborato dal 1936 al 1939 per motivi ideologici.

## Brevetti
- Radio Azimuth - 1935[10]
- Patent for improvements in control system for aircraft and other dirigible object - 1936[11]
- Patent for improvements in or relating to controlling aircraft - 1946[12]
- Patent US for a magnetic Flux Valve - 1947[13]